# Stephostethus angusticollis
Stephostethus angusticollis is een keversoort uit de familie schimmelkevers (Latridiidae). De wetenschappelijke naam van de soort werd in 1827 gepubliceerd door Leonard Gyllenhaal.
Het kevertje heeft een lengte van 1,65 tot 1,9 millimeter. De soort is in Europa wijdverbreid in naaldbossen.